# Рюйтли, Хенри
Хенри Рюйтли (эст. Henri Rüütli; 16 марта 1987, Пярну) — эстонский футболист, центральный защитник и полузащитник.

## Биография
Сын известного тренера Тармо Рюйтли, работавшего с «Флорой», «Левадией» и сборной Эстонии. На юношеском уровне представлял команду, собранную из сильнейших игроков пярнуских «Тервиса» и «Калева». Во взрослом футболе дебютировал в 2003 году в составе «Пярну ЯК», игравшего во второй лиге Эстонии.
С 2004 года выступал за клубы, входившие в систему таллинской «Флоры», в том числе в 2004—2005 годах играл в первой лиге за «Тервис» и в 2004 году во второй лиге за «Лелле СК». 14 августа 2005 года сыграл свой дебютный матч в высшем дивизионе за «Флору» против «Таммеки», заменив на 86-й минуте Кристена Вийкмяэ. Эта игра осталась для него единственной в элите в том сезоне. В 2006 году выступал в высшем дивизионе за «Валга Уорриор», а в 2007—2008 годах — за «Тулевик» (Вильянди), в обоих был основным игроком. В 2009 году вернулся в «Флору», в которой тренером стал его отец. За сезон сыграл 28 матчей в чемпионате, однако его клуб финишировал лишь на четвёртом месте. Также стал обладателем Кубка и Суперкубка Эстонии 2009 года, однако в обоих финальных матчах оставался запасным.
После ухода из «Флоры» играл за любительские клубы низших лиг из Таллина и Пярну.
Всего в высшем дивизионе Эстонии сыграл 116 матчей и забил один гол.
Выступал за юношеские сборные Эстонии, провёл не менее 10 матчей.
В 2010-е годы работал детским тренером в «Пярну ЯК». В октябре 2022 года вошёл в тренерский штаб молодёжного состава «Вапруса».

## Достижения
- Обладатель Кубка Эстонии: 2008/09
- Обладатель Суперкубка Эстонии: 2009